# どうぶついろいろかくれんぼ
『どうぶついろいろかくれんぼ』（いしかわこうじ作・絵　ポプラ社刊）は、2006年5月に絵本作家 いしかわこうじが出版した絵本。

## 概要
穴のあいたページをめくることで、鮮やかな色面の中から隠れていた動物が次々と現れる、かたぬき絵本（一種のしかけ絵本）である。高い芸術性とポピュラリティを両立したファーストブックとして評価されている。いしかわは、この絵本を完成させるのに、構想7年・制作5年もの歳月を費やしたという。鮮やかな赤の表紙が印象的なブックデザインも、いしかわ自身の手によるもの。
シリーズ作品として、「のりものいろいろかくれんぼ」、「たのしいおもちゃかくれんぼ」、「おきがえいろいろかくれんぼ」、「くだものいろいろかくれんぼ」、「どうぶつもようでかくれんぼ」、「やさいいろいろかくれんぼ」、「うみのいきものかくれんぼ」、「とりのもようでかくれんぼ」「クリスマスのかくれんぼ」「ハロウィンのかくれんぼ」「はないろいろかくれんぼ」「いぬいろいろかくれんぼ」があり、2023年1月時点でシリーズ累計発行部数は270万部を突破している。
2007年2月、読み聞かせ会でも大人気の「どうぶついろいろかくれんぼ」、「のりものいろいろかくれんぼ」が、大型絵本（サイズ38cm×38cm）として出版される。
2007年、「どうぶついろいろかくれんぼ」かたぬき絵本シリーズ4冊が、韓国の出版社Daekyo Publishingから翻訳出版される。
2008年、「かくれんぼ」かたぬき絵本シリーズ4冊が、フランスの出版社Editions Milanから翻訳出版される（Où sont les animaux ?・Où sont les véhicules ?・Où sont les jouets ? ・Où sont les habits ? /Milan Jeunesse）。同年、中国語版が二十一世紀出版から出版される。
2009年、『くだものいろいろかくれんぼ』『どうぶつもようでかくれんぼ』が韓国の出版社Kyowonから翻訳出版される。
2012年、『くだものいろいろかくれんぼ』『どうぶつもようでかくれんぼ』が、台湾の出版社・小魯と中国の出版社・二十一世紀出版から2018年、「どうぶついろいろかくれんぼ」かたぬきえほんシリーズが、ベトナムQuang Van社から翻訳出版される。